# Brody Dalle
Brody Dalle, född som Bree Joanna Alice Robinson den 1 januari 1979 i Melbourne, är en australisk sångerska, gitarrist och låtskrivare. Hon är mest känd som frontfigur i före detta punkrockbandet The Distillers.
Hon var gift med Tim Armstrong från Rancid 1997–2003. När de skilde sig bytte hon efternamn till Dalle. Hon tog namnet efter skådespelerskan Béatrice Dalle som har huvudrollen i Brodys favoritfilm, Betty Blue. I januari 2005 förlovade sig Brody och Josh Homme från Queens of the Stone Age och har sedan dess fått två barn.
I mars 2007 meddelade Brody att hon tillsammans med Alain Johannes, Jack Irons och Tony Bevilacqua startat bandet Spinnerette. I november 2012 meddelade hon att hon arbetade med ett soloalbum. Den 11 februari 2014 släpptes den första singeln, "Meet The Foetus" / "Oh The Joy" där även Shirley Manson från Garbage och Emily Kokal från Warpaint medverkade. Brodys första soloalbum Diploid Love släpps den 28 april 2014.

## Diskografi
Album med The Distillers
- The Distillers (2000)
- Sing Sing Death House (2002)
- Coral Fang (2003)

Album med Spinnerette
- Spinnerette (2009)

Soloalbum
- Diploid Love (2014)

Gästmedverkan
- The Transplants – The Transplants (2002)
- Leftöver Crack – Rock the 40 Oz: Reloaded (2004)
- Queens of the Stone Age – Lullabies to Paralyze (2005)
- Eagles of Death Metal – Death by Sexy (2006)
- Queens of the Stone Age – Era Vulgaris (2007)
- Eagles of Death Metal – Heart On (2008)
- Nosfell – Nosfell (2009)